# 字林考逸
《字林考逸》共八卷，是清人任大椿所撰。
晉人吕忱撰《字林》七卷，可補《說文》之不足。任大椿稱“《字林》实承《说文》之绪，开《玉篇》之先”。原书至元朝已佚，清人任大椿撰《字林考逸》八卷，共一萬五千余字，大大擴充《字林》的字數。章学诚曾見任大椿病中仍孜孜不倦於此書。江藩説此書是丁杰所作，任大椿只是竊書自署。，有專家指出丁杰只是為他補充一些失輯的佚文。光绪间，陶方琦又據隋代杜台卿《玉烛宝典》、唐代慧琳《一切经音义》等书撰有《字林考逸补本》。